# Köprülü Fazıl Ahmet Paixà
Köprülü Fazıl Ahmed Paşa (Vezirköprü, Samsun, 1635 - m. 1676) fou un gran visir otomà.
Va rebre una bona educació i sota influència del seu pare Köprülü Mehmed Pasha va exercir diversos càrrecs secundaris. El 1659 fou nomenat governador de l'eyalat de'Erzurum amb rang de visir. El 1660 va ser enviat com a governador a Damasc on fou molt popular per haver abolit dos impostos establerts pels seus antecessors. Per orde del govern va combatre els drusos i va derrotar els Maan i als Shihab als que va cobrar tribut i va posar fi als actes de bandidatge. El territori dels Maan i Shihab junt amb Sayala, Beirut i Safad, foren erigits en beglerbegilik (abans eren un govern menor sota un caimacan). Nomenat beglerbegi d'Alep no va arribar a prendre possessió en ser cridat a Istanbul (1661) on fou nomenat caimacan i poc després es va traslladar a Edirne, on a la mort del seu pare el 31 d'octubre de 1661 el va succeir com a gran visir, designat per Mehmet IV a petició del difunt.
El 1662 el beglerbegi de Yanova va derrotar a Sighisoara al príncep de Transsilvània, Joan o János Kemény, successor de Jordi o György Rákóczy II, el que va assegurar el tron per a Mihály Apafy, el candidat otomà. El 1663 es va preparar una campanya contra Venècia, abandonada finalment per un atac a Àustria que atacava els forts de frontera otomans. L'exèrcit va sortir d'Edirne el 23 d'abril de 1663; es van tenir converses a Belgrad i Osijek i els turcs van exigir el desmantellament de la fortalesa austríaca de Zerinvár construïda davant Nagykanizsa a l'oest d'Hongria, l'evacuació de Transsilvània i la restauració del tribut anual 30.000 florins que els austríacs havien des del temps de Solimà I el Magnífic fins al 1606; els austríacs van refusar aquesta darrera condició i Köprülü Fazıl Ahmed Pasha va sortir de Buda (30 de juliol) cap a la fortalesa de Nové Zámky que va assetjar (17 d'agost) i es va rendir (24 de setembre); van seguir algunes fortaleses veïnes (les principals les de Neugrad i Nitra) i després va tornar als quarters d'hivern a Belgrad per reprendre la campanya a la primavera següent. Però el gener de 1664 la campanya del general hongarès Zrínyi i de l'imperial Hohenlohe, que van ocupar Berzence, Babócsa i Pécs, el va obligar a fer moviment cap a Osijek; no obstant els seus oficials van dominar la situació i el gran visir va tornar a Belgrad el 21 de febrer.
Nové Zámky era la darrera fortalesa que aturava als turcs i això va crear pànic a Europa, i Àustria va rebre ajuts del Papa, Espanya, França i diversos prínceps alemanys. A la primavera del 1664 l'exèrcit confederat atacava la fortalesa de Nagykanizsa i l'assetjava. El gran visir va sortir cap allí però els assetjants es van retirar abans. Llavors els turcs van ocupar Zerinvár (30 de juny) i després es va dirigir al nord i va ocupar Kiskomárome (14 de juliol), Egerseg, Egervár i Kemendvár. El seu exèrcit va seguir llavors el curs del Raab i prop de la població de St. Gotthard va trobar a l'exèrcit imperial manat per Montecuculi. El gran visir va ordenar passar el riu i atacar, però el pont no deixava passar tants soldats i només una part va creuar, tot i lo qual van aconseguir una victòria inicial (1 d'agost) però finalment foren rebutjats a l'altre costat de riu i es va considerar una derrota, tot i que en cap cas decisiva.
Deu dies després això no obstant, les converses ja iniciades abans, van portar al tractat de Vasvár (10 d'agost) que donava en gran manera satisfacció als otomans als que deixava Nové Zámky i la influència a Transsilvània els quedava assegurada. El gran visir va tornar a Belgrad on va passar l'hivern i el juny de 1665 va anar a Edirne i després a Istanbul.
El desembre de 1665 proposava un esforç per conquerir Creta (Kandiya) i fou acceptat i el maig de 1666 sortia d'Edirne i anava a Monembasia, elegida com a base. Durant l'hivern la flota es va reforçar i el 25 de maig de 1667 es van reunir els oficials per decidir el pla de setge. La lluita es va desenvolupar durant força temps i de tant en tant hi va haver converses. El juny de 1668 el gran visir va tornar a dirigir les operacions i durant tot l'estiu es va lluitar amb força. Els venecians van demanar condicions honorables al sultà, ja que el gran visir només acceptava la rendició incondicional; el sultà va fer saber al gran visir que si el setge havia de durar un any més seria difícil trobar els recursos, però el 12 de desembre de 1668 es va considerar la caiguda imminent i es va decidir seguir. L'agost de 1669 un conflicte de Venècia amb els seus aliats va causar la retirada dels vaixells que donaven suport als venecians, no deixant altra sortida que la rendició. El 5 de setembre les condicions imposades foren acceptades i el 27 de setembre el gran visir rebia les claus de Candia. L'hivern va posar en estat de defensa la fortalesa i va també calmar als maïnotes als que va dispensar alguns impostos endarrerits. Va tornar a Edirne el juliol de 1670 i va entregar l'estendard sagrat al sultà.
El 1671 no hi va haver operacions militars i el 1672 es va iniciar una campanya contra Polònia aliats a Pere Doroshenko, hetman cosac que el 1669 havia acceptat la sobirania otomana. El 4 de juny de 1672 el gran visir va sortir d'Edirne; l'objectiu era la fortalesa de Kàmianets-Podilski que després de 9 dies de setge fou conquerida (27 d'agost de 1672). Els otomans van avançar de pressa i van assetjar Lviv; el rei polonès Miquel Wiśnowiecki va demanar la pau i les condicions foren acceptades a la fortalesa de Buchach recent ocupada. Polònia perdia Ucraïna i Podòlia i havia de pagar tribut. La Dieta polonesa va rebutjar l'acord i els otomans van reprendre l'ofensiva; la campanya de 1673 fou dirigida pel mateix gran visir, que va marxar a Khotin assetjada per Joan III Sobieski, però ja havia caigut quan hi va arribar; el 1674 va tornar a dirigir les operacions i va triomfar a Ucraïna mentre Khotin era reconquerida pel kan de Crimea. El gran visir, amb mala salud, va tornar a Edirne amb el sultà el 21 de novembre de 1674. Les campanyes de 1675 i 1676 foren fetes per altres oficials.
El 1675 ii 1676 va estar malalt i cada vegada pitjor. Es va aficionar al beure. A mitjan octubre de 1676 va sortir d'Edirne amb el sultà i l'exèrcit, però massa malalt per arribar es va aturar a Kara Biber prop del pont Ergene (o Uzunköprü, "Pont llarg" en turc) a Edirne, el 19 d'octubre, i va expirar el 3 de novembre de 1676, als 41 anys, d'una hidropesia aguda causada per la beguda. El seu gran visirat fou un dels més llarg de l'imperi. El va succeir Kara Mustafa Pasha.